# كسارة الجوز
المِرضَخ أو الكسَّارة أو كسَّارة الجوز أو كسَّارة البندق هي آلة من الآلات البسيطة وتنتمي لمجموعة الروافع النوع الثاني التي تقع نقطة مقاومتها بين محور الارتكاز والقوة المؤثرة، كآلة جز العشب، وتستعمل لكسر قشرة ثمار الجوز والبندق القاسية.